# Brusselse Tram 2000
De Tram 2000 is een serie van 51 lagevloertrams, gebouwd in de jaren 1993-95 voor het Brusselse tramnet door Bombardier Eurorail in opdracht van Alstom.
De trams worden op diverse lijnen in Brussel ingezet. Zij kenmerken zich door een speciaal type draaistellen. Hierdoor was een 100% lage vloer mogelijk, maar de constructie is niet geheel geslaagd. De trams veroorzaken veel trillingen en moeten daarom op sommige plaatsen trager rijden om het trillingsniveau aanvaardbaar te houden. Mede als gevolg daarvan is ook besloten om deze trams niet langer in te zetten op de ondergrondse delen van het netwerk (oftewel, de premetro) waar wissels aanwezig zijn.

## Inzet
De trams van de serie 2000 worden ingezet op de lijnen 8, 62, 93 en 94, en bij uitzondering ook op lijn 92.

## Afbeeldingen

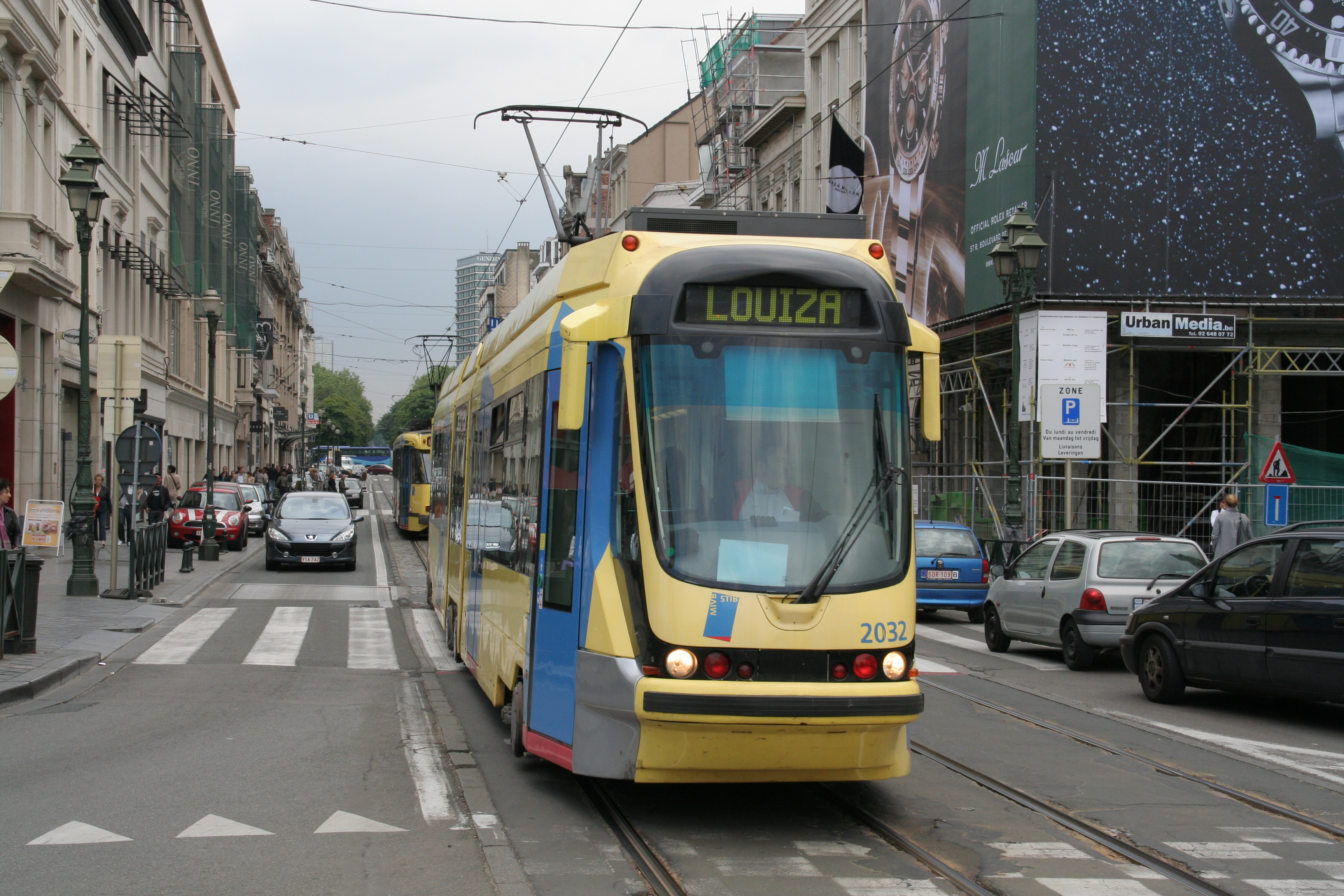
Een deel van de trams heeft nog de originele kleurstelling uit de jaren 80.
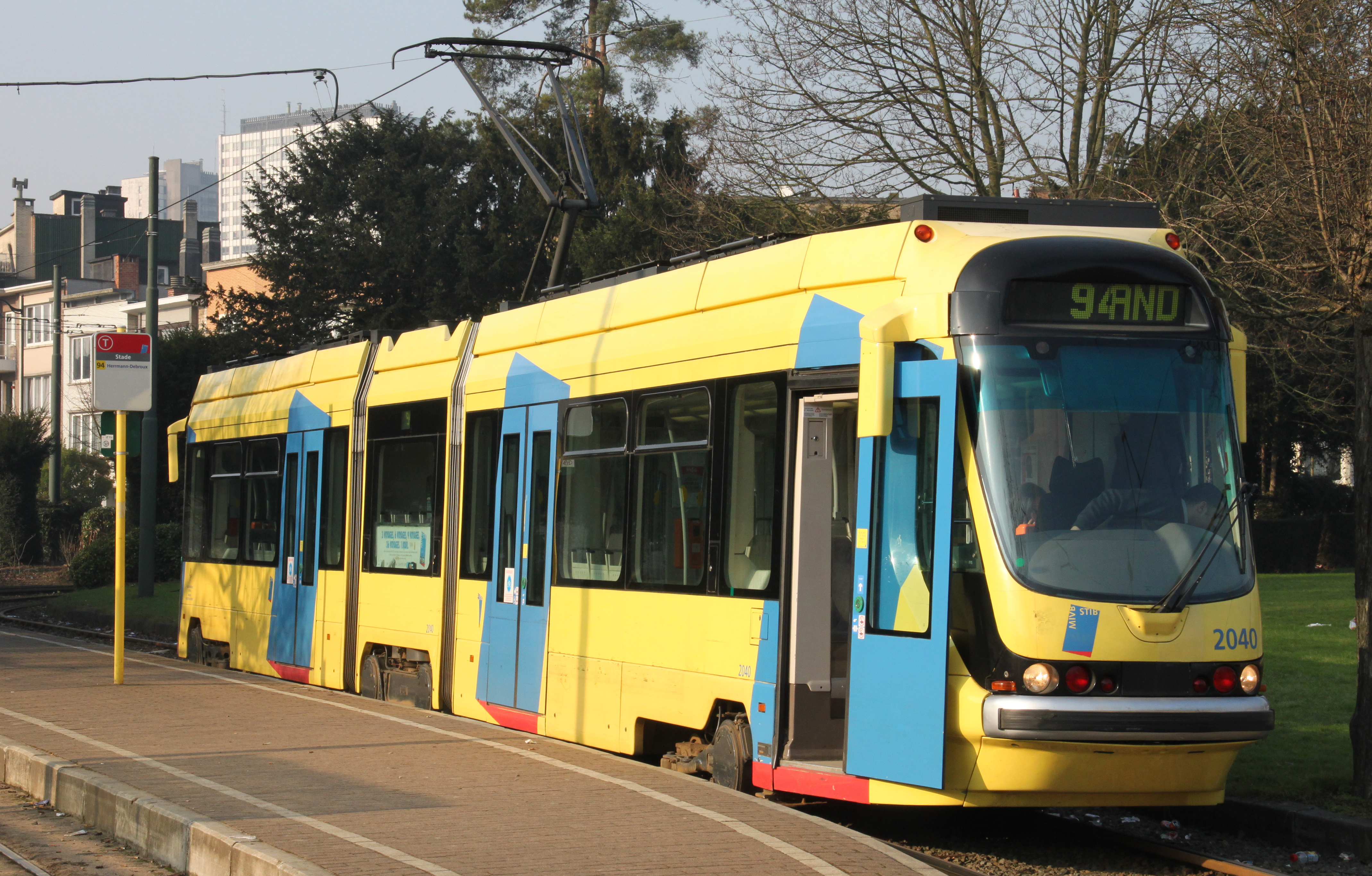
De 2040 nabij het Heizelstadion.
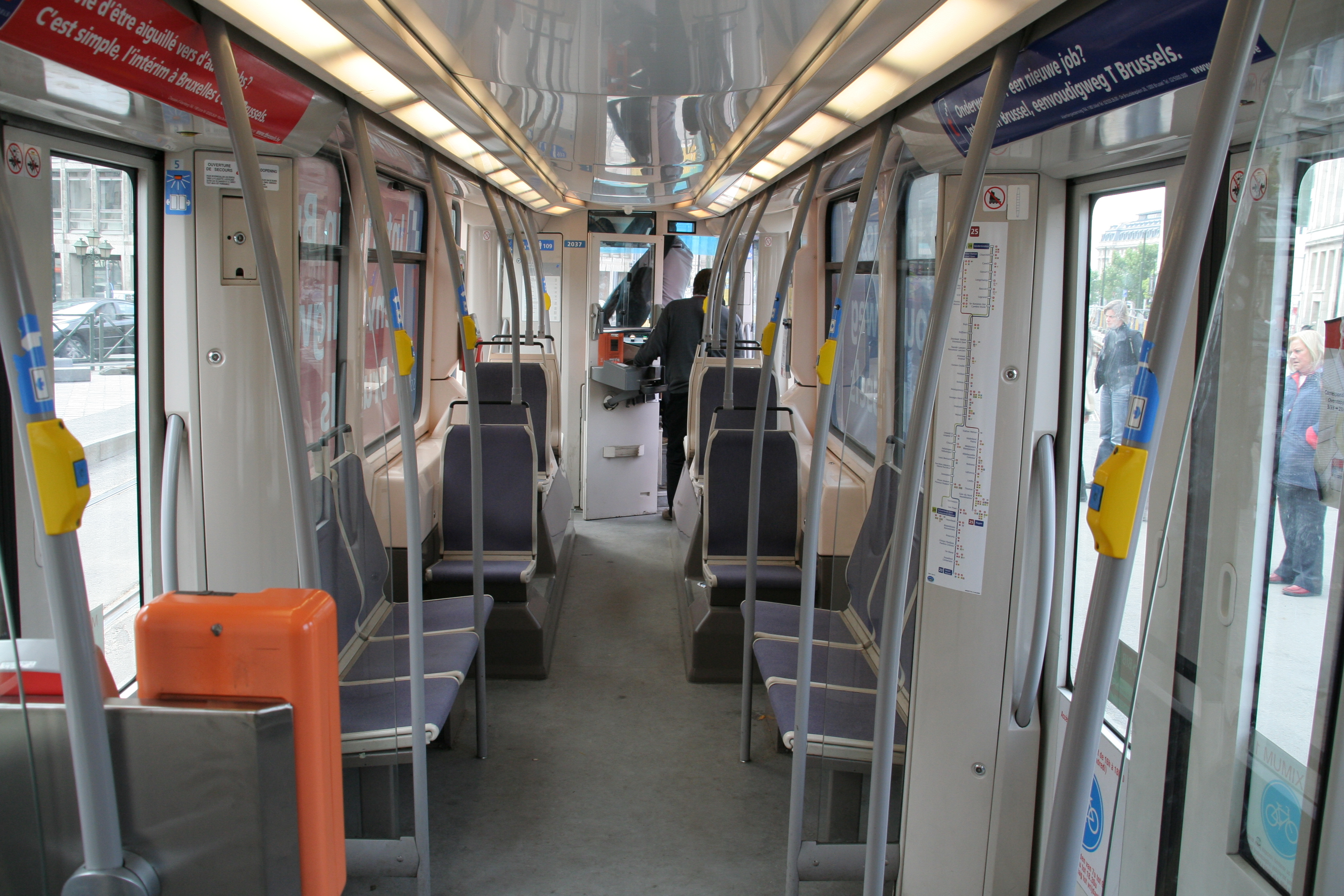
Interieur van de kopbakken.
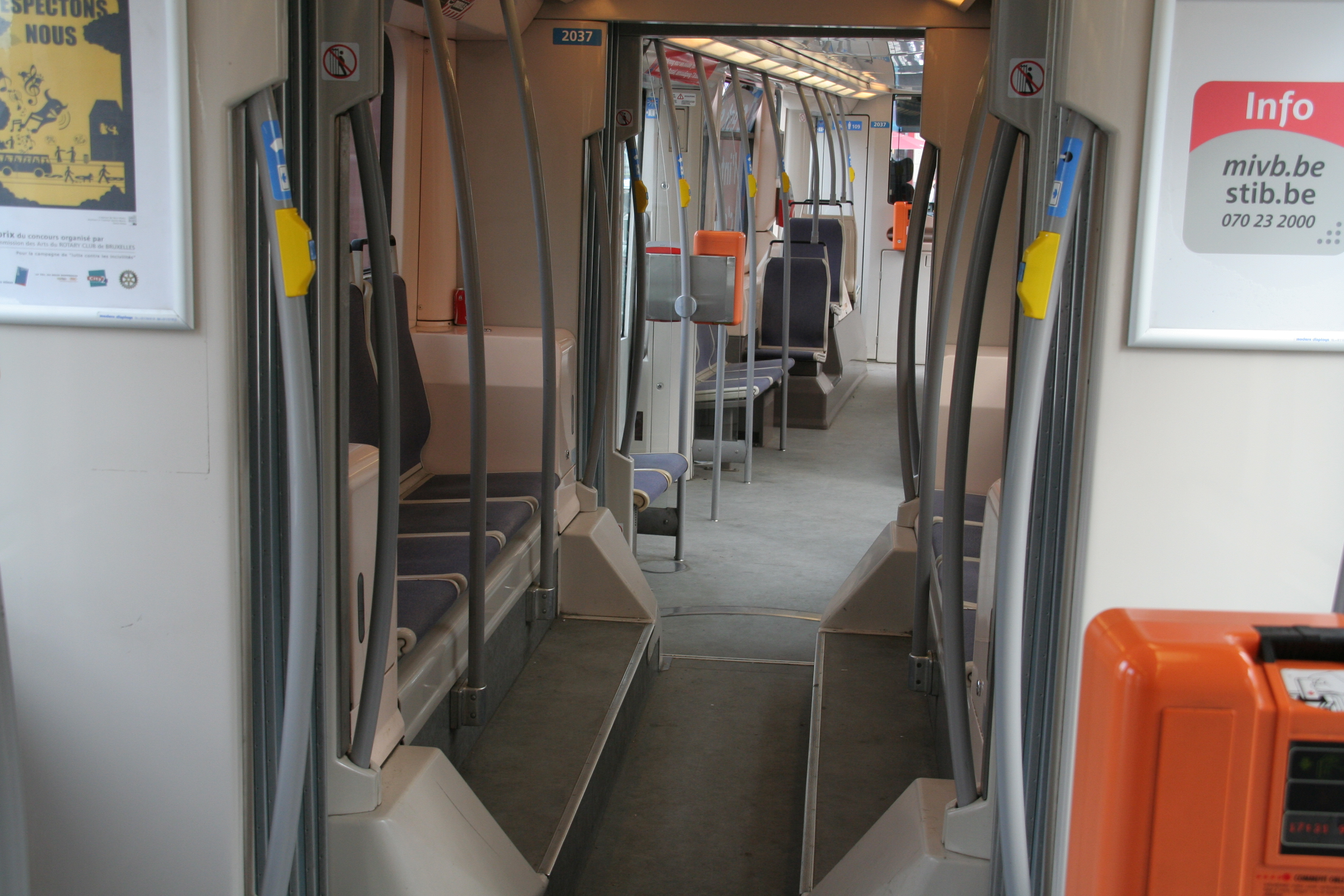
Interieur van het middenbakje.

## Trivia
- Tramstel 2037 deed van 6 april tot 20 juni 1995 dienst in Amsterdam. Er volgde geen bestelling, onder meer omdat de Amsterdamse tram materieel nodig had met een grotere capaciteit.
- Tramstel 2021 deed van 6 juni tot 31 augustus 1998 dienst op de museumtramlijn in Stockholm.